# Campeonato Cearense de Futebol da Terceira Divisão de 2016
O Campeonato Cearense de Futebol - Terceira Divisão de 2016 foi a 13ª edição do torneio e contou com 3 times (Tianguá Esporte Clube, Esporte Clube Limoeiro e Palmácia Esporte Clube). O Tianguá venceu na final a equipe do Limoeiro e sagrou-se Campeão Cearense da Série C, classificando-se para a Série B em 2017.

## Primeira fase
|  |                                    |
|  | Classificados a 2° Divisão de 2017 |

## Final
| 16 de outubro | Tianguá                      | 3 - 1 | Limoeiro    | Estádio do Junco (Sobral)                    |
| 16:00         | Jaime Dean e Wellington (2x) |       | Thiago Igor | Árbitro: Rafael Wembley da Silva Souza - FCF |

| Tianguá | Limoeiro |

## Premiação
| Campeonato Cearense - Série C 2016 |
| Tianguá                            |
| ---------------------------------- |
| Tianguá Campeão (1º título)        |